# Constans Pontin
Erik Magnus Constans Pontin, född den 23 april 1819 i Stockholm, död den 30 september 1852 i Kalmar, var en svensk författare och ämbetsman.

## Biografi
Constans Pontin var son till läkaren Magnus Martin af Pontin, som adlades 1817. Han var aldrig gift och fick inga barn.
Pontin avlade en juridisk preliminärexamen vid Uppsala universitet 1838. Han arbetade därefter som ämbetsman, men upptäckte att det innebar dåliga villkor och han utgav 1846 en stridsskrift som tog upp dessa förhållanden: Embetsverkens ställning till talangerna. Han blev politiskt engagerad mot liberalism och kapitalism och för kungahuset, judarna och arbetarna. Hans stöd till arbetarklassen förlöjligades av samtiden, men det har senare betecknats som en pionjärinsats. Åren 1849–1851 var Pontin redaktör för två tidningar. Han bekämpade på hovets uppdrag vänsterkrafterna. Samma år som han utnämnts till kammarherre 1852 avled han genom en olyckshändelse.
Redan under studenttiden översatte Pontin de tre första delarna av Alexis de Tocquevilles Om folkväldet i Amerika. Bland Pontins skönlitterära verk märks främst skräckdramat Agda som utkom 1852.

### Redaktörskap
- Synglaset. Stockholm. 1849. Libris 2755962
- Morgonbladet. Stockholm. 1849-1851. Libris 2754042

### Översättningar
- Dumas, Alexandre (1840). Edmond Kean : skådespel i fem akter. Stockholm. Libris 10440658
- Ingen ros utan törnen eller Republikens företräden : Skådespel.. [efter fr original]. Morgonbladet, 1850, nr 24–30, 32, 34–39.
- Tocqueville, Alexis de (1839-1846). Om folkväldet i Amerika. Stockholm. Libris 399135
  -  Del 1. 1839. Libris 399141
  -  Del 2. 1840. Libris 399136
  -  Del 3. 1840. Libris 399137